# Itapicuru (kommun)
Itapicuru är en kommun i Brasilien.   Den ligger i delstaten Bahia, i den östra delen av landet, 1 200 km öster om huvudstaden Brasília. Antalet invånare är 32 278.
Följande samhällen finns i Itapicuru:
- Itapicuru

Omgivningarna runt Itapicuru är huvudsakligen savann. Runt Itapicuru är det glesbefolkat, med 20 invånare per kvadratkilometer.